# Škoda 1101/1102
De Škoda 1101 en Škoda 1102, ook bekend onder de populaire naam Škoda Tudor ("two-door"), zijn personen- en lichte bedrijfsauto's die tussen 1946 en 1952 werden geproduceerd door de Tsjechoslowaakse autofabrikant AZNP (Škoda) in de hoofdfabriek in Mladá Boleslav en de nevenfabrieken in Kvasiny en Vrchlabí. De Tudor was de opvolger van de Škoda Popular.

## Geschiedenis
Na de Tweede Wereldoorlog begon de Škoda eerst op kleine schaal met de productie van vooroorlogse modellen Rapid en Popular (type 995). Ondanks de schade die de fabriek in 1945 had opgelopen, kwam de productie weer snel op gang. De Škoda-technici hadden al een verbeterde versie van de Popular op de plank liggen met een op de Rapid gebaseerde carrosserie. Eind 1945 verlieten de eerste wagens de fabriek onder de type-aanduiding 1101. Inmiddels was de fabriek genationaliseerd en de productie concentreerde zich steeds meer op één model. Dat bood de mogelijkheid een lopende band in te voeren en daardoor het aantal geproduceerde auto's op te voeren.
Vanaf 1946 werden vervolgens grote aantallen van de 1101 gebouwd. Daarbij verscheen als tweede model in 1949 de Škoda 1102 met stuurschakeling. Uiterlijk was de 1102 te herkennen aan een zwaarder uitgevoerde grille met vijf horizontale spijlen. Van beide modellen samen zijn in totaal 71.591 exemplaren geproduceerd, waarvan 67.534 in civiele uitvoeringen en 4.237 van de open militaire versie VO/P. Op basis van de Škoda 1101 zijn verschillende Škoda Sport- en Škoda Supersport-racespecials gemaakt.
De auto had nog steeds het chassis van zijn voorganger van gelaste stalen U-profielen en een centrale buis. De nieuwe carrosserie had echter de stijl van de jaren 40 met in de voorspatborden geïntegreerde koplampen en een grille met chromen dwarsbalken. De vormgeving deed denken aan de carrosserieën van toenmalige Ford-modellen uit de Verenigde Staten. De watergekoelde viercilinder kopklepmotor met een inhoud van 1089 cc werd overgenomen van de voorganger en het vermogen steeg tot 32 pk. De versnellingsbak was nu echter direct aan de motor geflensd, de transaxle-constructie werd verlaten.
Het chassis had een centraal smeersysteem en er waren hydraulisch werkende schokdempers toegepast. In het interieur was de voorzitting uit één stuk vervaardigd. Met de neerklapbare rugleuning kon een slaapgelegenheid worden gemaakt. Er werden diverse carrosserietypen gemaakt. Naast de sedan waren dat een cabriolet, een roadster en een combi. De laatstgenoemde werd ook als bestelwagen en als ambulance geleverd. De 1102 was ook als 4-deurs sedan verkrijgbaar.

### Export
Een groot deel van de productie werd geëxporteerd naar een aantal landen, de meeste naar Polen, Nederland en België.
In maart 1946 werd de nieuwe Škoda al op de Nederlandse markt aangekondigd, twee maanden later verscheen hij daadwerkelijk in het straatbeeld. De 1101 en 1102 vielen in de smaak bij het Nederlandse publiek en de autopers oordeelde gunstig over het model. De wagen had met 100 km/u een forse topsnelheid en beschikte over uitstekende hydraulische remmen. Ook de prima wegligging, lichte besturing met de korte draaicirkel en het goede uitzicht maakten indruk. In Scheveningen wonnen ze in hun klasse het befaamde Concours de carrosserie en ook in de Tulpenrallye was het model een bekende verschijning.
De productie van beide modellen werd stopgezet in 1952 en opgevolgd door de Škoda 1200.

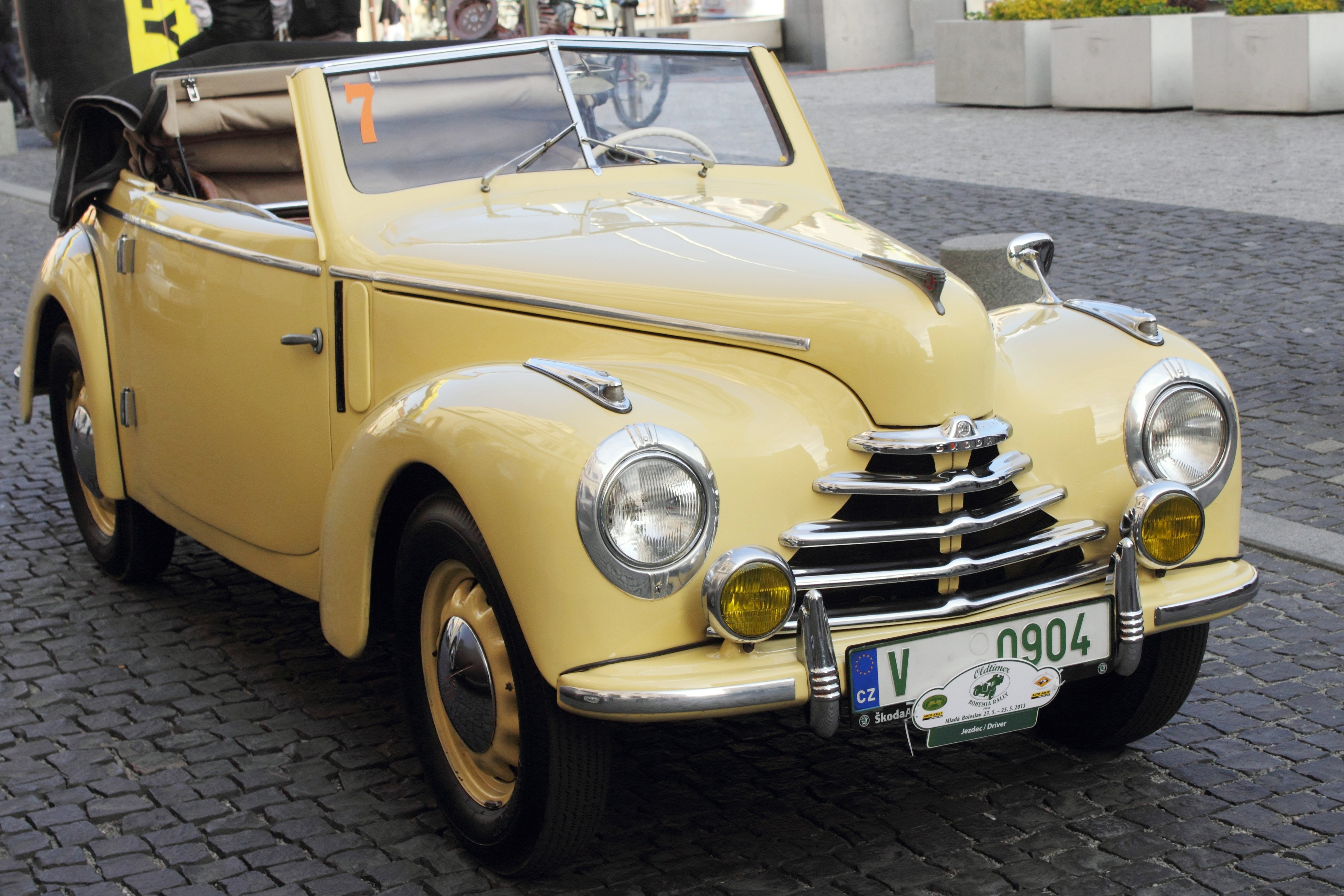
Škoda 1102 Roadster
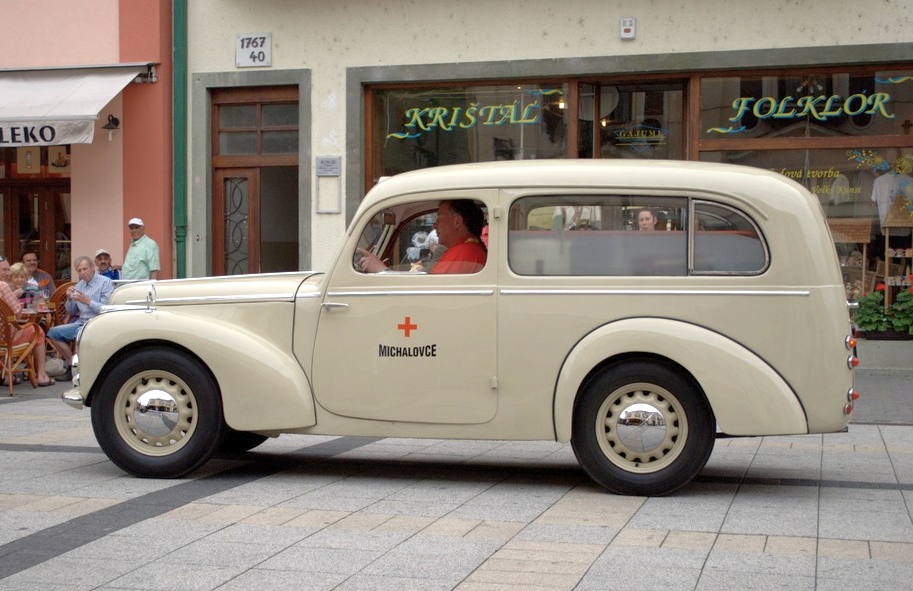
Škoda 1101 Ambulance
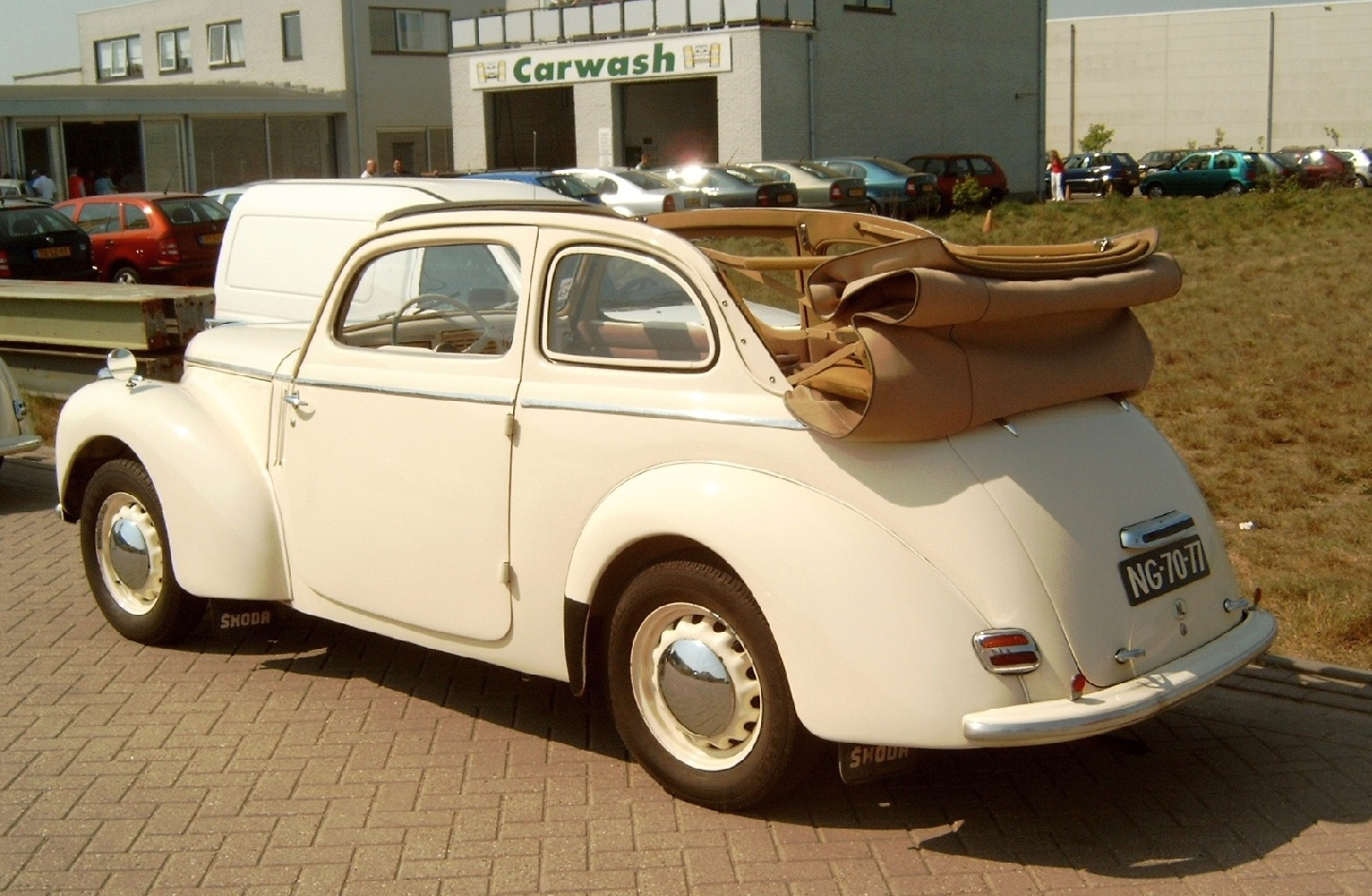
Škoda 1102 Cabriolet
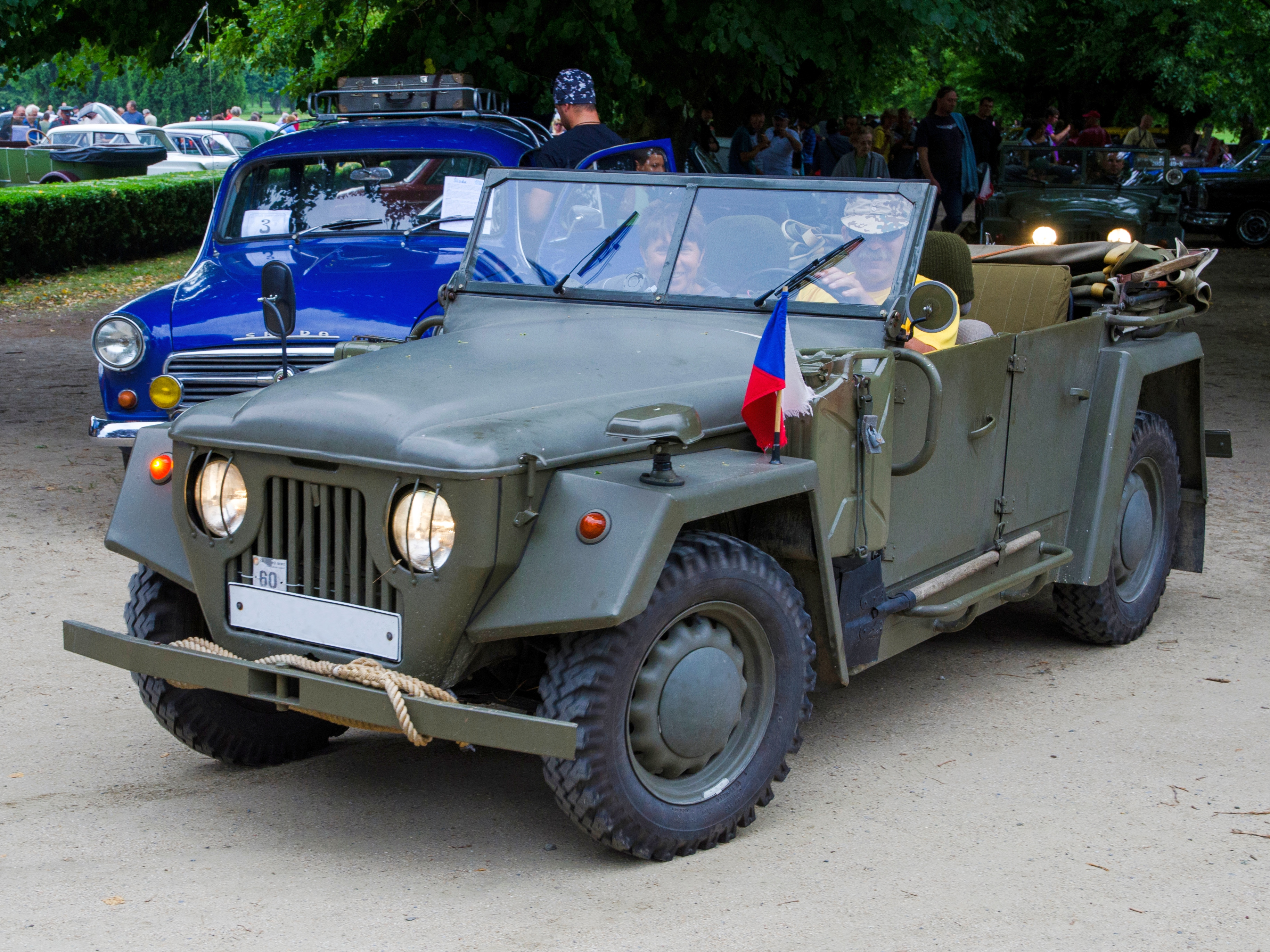
Škoda 1101 VO/P Kübelwagen